# Општина Понор (Алба)
Понор (рум. Ponor) општина је у Румунији у округу Алба.
Општина се налази на надморској висини од 963 m.